# Luisa di Meclemburgo-Strelitz
Luisa Augusta Guglielmina Amalia di Meclemburgo-Strelitz, conosciuta semplicemente come Luisa di Prussia (Luise Auguste Wilhelmine Amalie Herzogin zu Mecklenburg; Hannover, 10 marzo 1776 – Hohenzieritz, 19 luglio 1810), fu regina consorte di Prussia, come moglie di Federico Guglielmo III di Prussia.
Luisa era figlia di Carlo, un principe tedesco che al tempo della sua nascita, in qualità di maresciallo di campo, era nella Brigata territoriale dell'Elettorato di Hannover, di cui divenne più tardi Governatore. Dopo la morte della madre e della matrigna, all'età di sei anni Luisa e le sue sorelle vennero mandate a vivere dalla nonna materna a Darmstadt, dove furono cresciute in maniera semplice, badando in modo particolare all'educazione ed alle opere di carità.
Il suo matrimonio con il principe ereditario di Prussia, avvenuto nel 1793, e la sua ascesa quale regina consorte quattro anni dopo condusse Luisa a divenire il centro della Corte Reale, da reazionaria. La popolare regina divenne famosa per il suo fascino e la sua bellezza, sfruttando il suo fascino per venire a conoscenza degli affari di Stato, sviluppando legami con i più potenti ministri prussiani. Quest'unione, felice sebbene di breve durata produsse nove figli, tra cui i futuri sovrani Federico Guglielmo IV e il primo imperatore tedesco Guglielmo I.
La sua celebrità presso il popolo tedesco si consolidò dopo il suo incontro del 1807 con Napoleone Bonaparte a Tilsit, durante il quale Luisa supplicò invano l'imperatore francese affinché concedesse condizioni meno dure per il regno di Prussia, sconfitto in modo disastroso nel corso delle guerre napoleoniche: già molto amata dai suoi sudditi, dopo quest'evento la Regina venne venerata quale "l'anima delle virtù nazionali".
La sua morte precoce all'età di soli trentaquattro anni "preservò la sua giovinezza nella memoria dei posteri" ed indusse Napoleone, secondo quanto riferito, a sottolineare come, in tal modo, il re di Prussia "avesse perso il suo miglior ministro". L'Ordine di Luisa fu fondato dal suo addolorato consorte quattro anni dopo come contrappeso all'Ordine della Croce di Ferro. Negli anni venti donne tedesche di tendenze conservatrici fondarono la "Lega della Regina Luisa", e la stessa figura di Luisa venne usata dalla propaganda nazista quale esempio della donna tedesca ideale.

## Biografia

### Giovinezza
Nacque il 10 marzo 1776 in una storica villa, nelle immediate vicinanze della capitale Hannover. Era la quarta figlia e la sesta della prole del duca Carlo di Meclemburgo-Strelitz e della Langravia Federica d'Assia-Darmstadt, una nipote di Luigi VIII d'Assia-Darmstadt. La nonna materna, la "principessa Giorgio", e la principessa Augusta Sofia di Hannover, sua cugina paterna, furono madrine di battesimo.
Al tempo della nascita di Luisa, il padre non era ancora regnante del Ducato di Meclemburgo-Strelitz (egli non sarebbe succeduto al fratello sino al 1794), e di conseguenza Luisa nacque non in una corte, ma in una dimora meno formale. Carlo era Maresciallo di Campo della Brigata territoriale dell'Elettorato di Hannover, e subito dopo la nascita di Luisa fu nominato Governatore dell'Elettorato da Giorgio III, re di Gran Bretagna e di Hannover. Di conseguenza la famiglia si trasferì a Leineschloss, residenza dei re d'Hannover, sebbene durante l'estate usasse risiedere ad Herrenhausen.
Luisa era particolarmente legata alla sorella Federica, di due anni minore, così come al suo unico fratello Giorgio. Luisa, così come gli altri figli di Carlo, erano sotto le cure della loro governante, Fraulein von Wolzogen, un'amica della loro madre. All'età di sei anni, Luisa perse la madre, morta nel dare alla luce la sua ultima figlia, anch'essa non sopravvissuta; l'esperienza lasciò nella bambina un ricordo indelebile; avrebbe spesso voluto donare i pochi spiccioli che si ritrovava in tasca agli altri bambini che avevano vissuto l'esperienza di simili perdite, affermando: «lei è come me, non ha la madre». Dopo la morte della duchessa, la famiglia lasciò Leineschloss per Herrenhausen, talvolta definita una "Versailles in miniatura".

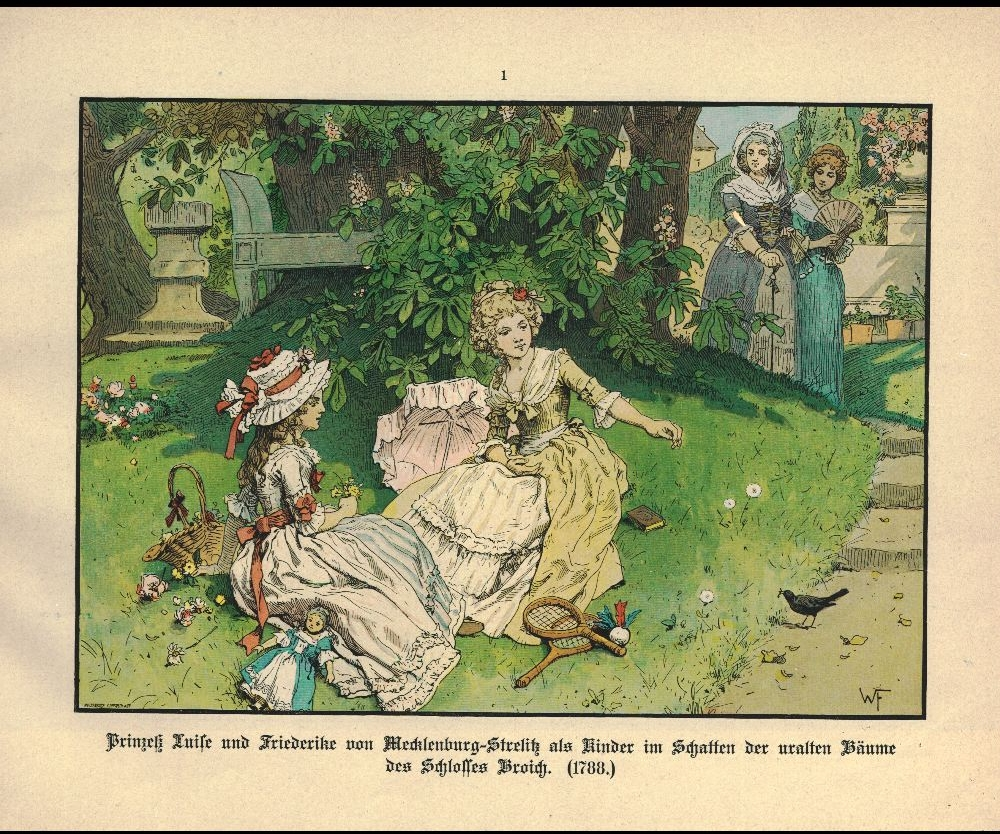
Le sorelle Luisa e Federica al castello di Broich.

Il duca Carlo si risposò due anni dopo con Carlotta d'Assia-Darmstadt, una delle sorelle più giovani della prima moglie, da cui ebbe un figlio, Carlo. Luisa e la sua matrigna furono molto unite sino alla precoce morte di Carlotta, l'anno successivo al suo matrimonio. Carlo, rimasto due volte vedovo ed addolorato decise di andare a Darmstadt, dove affidò i suoi figli alle cure della suocera, la vedova Maria Luisa.
La nonna preferì crescere i nipoti semplicemente, e le ragazze furono abituate a confezionare da sole i propri abiti. Venne assunta una nuova governante proveniente dalla Svizzera, Madame Gelieux, che diede ai bambini lezioni di francese, come era d'uso in quell'epoca per i giovani di ceto reale ed aristocratico. Luisa divenne così fluente e colta in tale lingua, mentre il suo tedesco venne trascurato. Ricevette inoltre una formazione religiosa da un pastore della Chiesa luterana. Complementare alle sue lezioni, vi era l'enfasi posta sulle attività caritatevoli, e Luisa avrebbe spesso accompagnato la sua governante, quando costei visitava le case dei poveri e dei bisognosi. La duchessa Luisa veniva incoraggiata a donare tutto ciò che fosse nelle sue possibilità, sebbene spesso finisse nei guai con la nonna per aver donato così tanto a fini caritatevoli. Dall'età di dieci anni sino al suo matrimonio, avvenuto quando ne aveva diciassette, Luisa trascorse la maggior parte del suo tempo con la nonna e la governante, ambedue ben educate e raffinate.
All'età di nove anni, Luisa fu presente quando il poeta Friedrich Schiller lesse il primo atto del suo Don Carlos, per il divertimento della corte di Darmstadt, radunatasi per l'occasione, facendo così nascere in lei l'amore per il tedesco quale lingua letteraria, specialmente con riguardo alle opere di Schiller. La duchessa amava la storia e la poesia, e si divertiva non soltanto leggendo Schiller, ma traeva piacere anche dalle opere di Goethe, Paul, Herder, Shakespeare, così come dalle tragedie greche.
Nel 1793, Maria Luisa condusse con sé le due duchesse più giovani a Francoforte, dove porse i suoi rispetti al nipote, il re Federico Guglielmo II. Luisa era ormai divenuta una giovane, bella donna, dotata di uno "squisita carnagione" e di "larghi occhi azzurri" ed era per sua natura graziosa. Lo zio di Luisa, il duca di Meclemburgo-Strelitz, sperava di rafforzare i legami tra la sua casata e la Prussia. Di conseguenza, durante una sera accuratamente pianificata dal duca, la diciassettenne Luisa incontrò il figlio ed erede del re, il principe ereditario Federico Guglielmo. Il principe aveva ventitré anni, era d'indole seria e religioso. Luisa risultò così affascinante ai suoi occhi, che immediatamente Federico Guglielmo fece la sua scelta, decidendo di volerla sposare. Federica, dal canto suo, catturò l'attenzione del fratello del principe, Luigi Carlo, cosicché le due famiglie iniziarono a pianificare un duplice fidanzamento, celebrato un mese dopo, il 24 aprile 1793 e Darmstadt. Federico e Luisa vennero poi sposati il 24 dicembre di quello stesso anno, e due giorni dopo si celebrò il matrimonio di Luigi e Federica.

### Principessa ereditaria

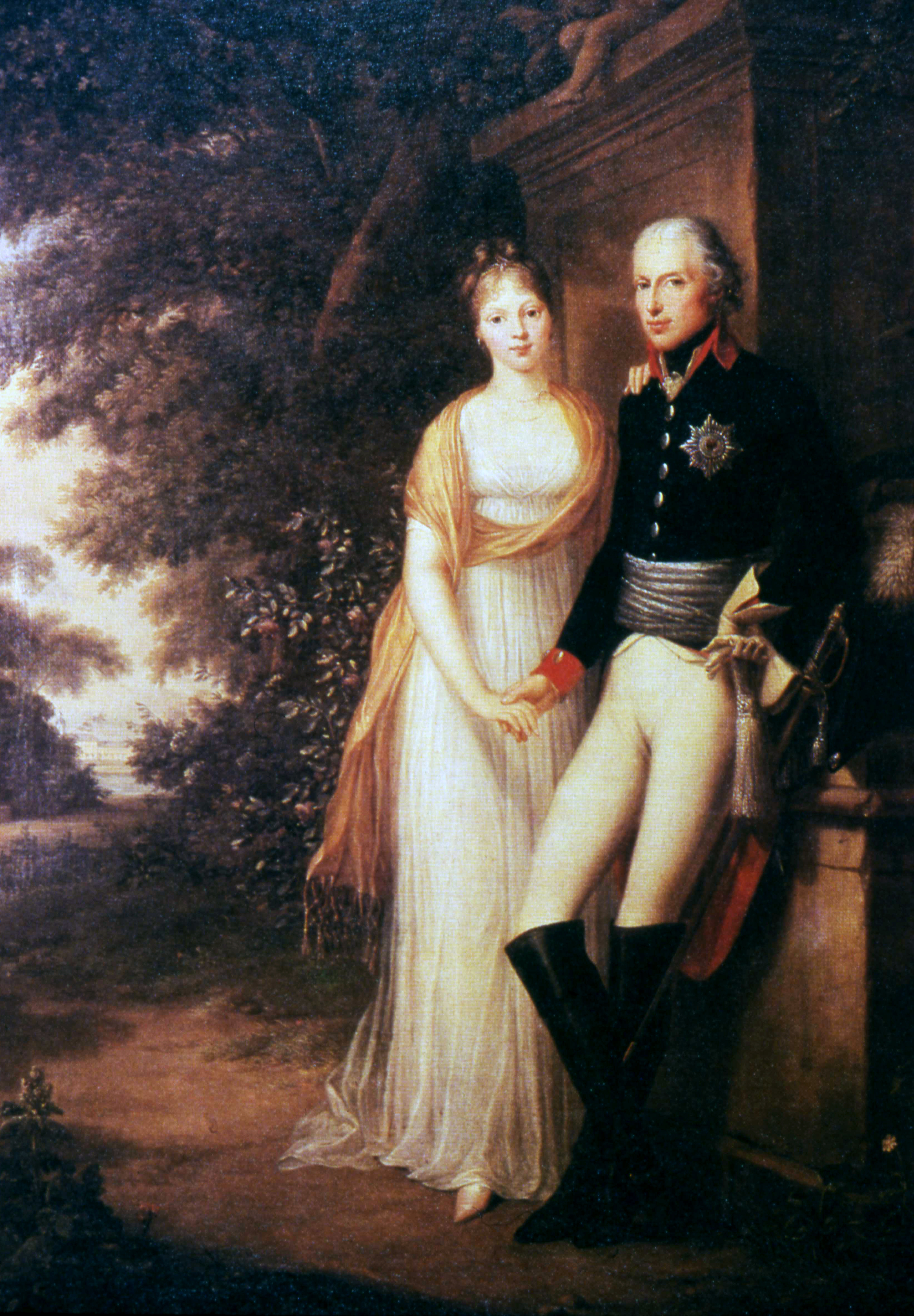
Luisa e Federico Guglielmo, ritratti nel 1794, un anno dopo le nozze.

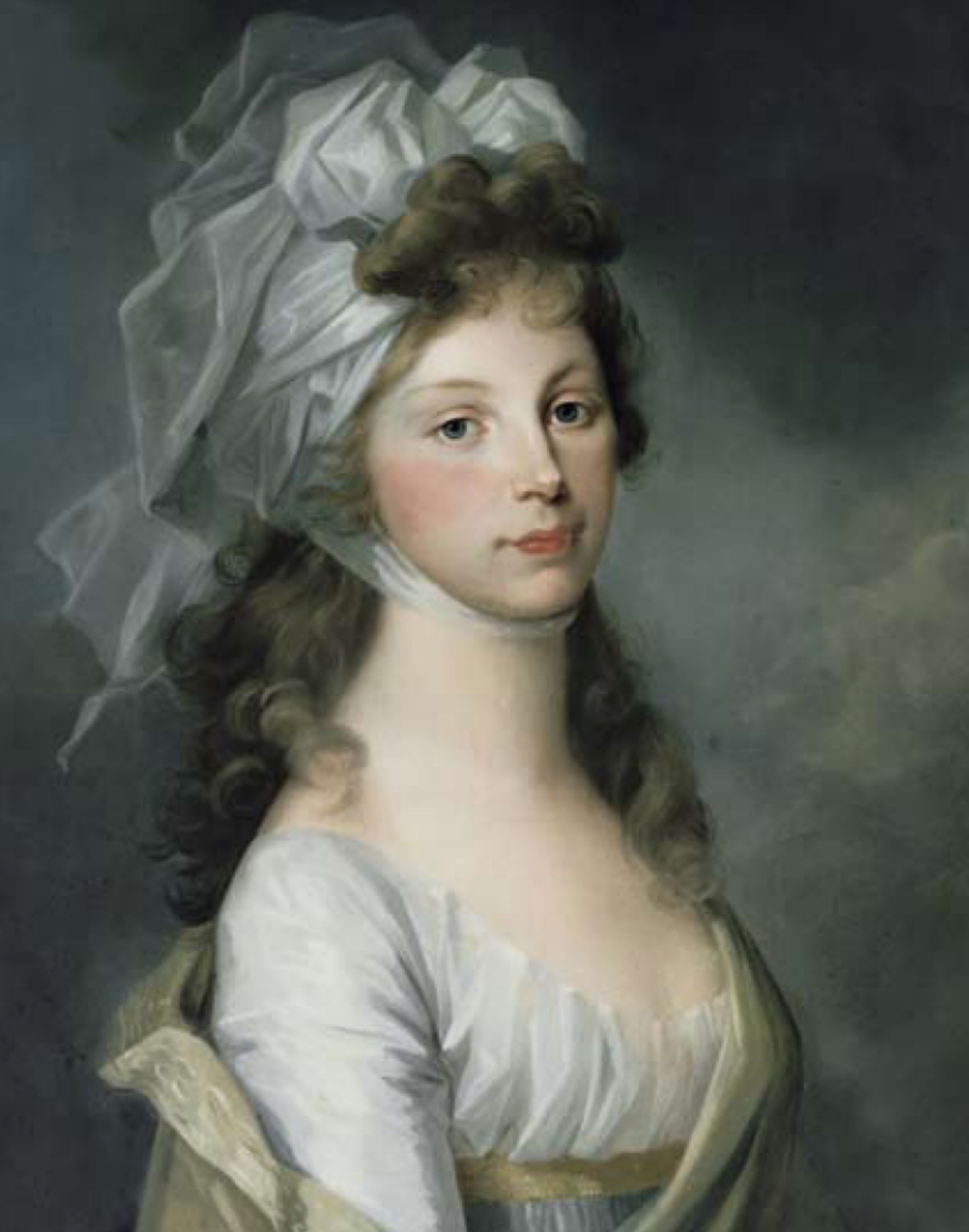
La regina di Prussia, ritratta nel 1797.

Negli eventi che caratterizzarono le sue nozze, l'arrivo di Luisa a Berlino, la capitale prussiana, fece abbastanza sensazione, e la principessa ereditaria venne accolta con gran trasporto dai cittadini gioiosi. Quando Luisa infranse il protocollo e si chinò per prendere e baciare una bambina, lo scrittore prussiano Friedrich de la Motte Fouqué sottolineò che «l'arrivo dell'angelica principessa spande su questi giorni un nobile splendore. Tutti i cuori escono per incontrarla, e la sua grazia e la sua bontà non lasciano alcuno infelice». Un altro scrisse: «Più uno viene a conoscenza della principessa, più uno è affascinato dalla sua nobiltà interiore, e dall'angelica bontà del suo cuore».
Il suocero di Luisa, re Federico Guglielmo II diede alla coppia il Castello di Charlottenburg, ma il principe ereditario e sua moglie preferirono vivere al Palazzo di Paretz, nei pressi di Potsdam, dove Luisa si tenne occupata con la cura della sua casa. Paretz era lontana dal trambusto della corte, ma la coppia era più contenta nel suo "ritiro rurale" scandito dai ritmi di una vita di campagna.
Il matrimonio fu felice, e Luisa fu molto amata dal marito, che la chiamava "la principessa delle principesse" e le diede un palazzo ad Oranienburg. La principessa ereditaria considerò suo dovere sostenere il marito in tutte le sue occupazioni, e la coppia si divertiva cantando insieme e leggendo Shakespeare e Goethe. Luisa rimase presto incinta, ma disgraziatamente diede alla luce una bimba nata morta il 1º ottobre 1794. Nove bimbi sani seguirono questo parto in rapida successione, sebbene due morissero nell'infanzia.
L'attività caritativa di Luisa continuò per tutta la sua vita e in un'occasione, mentre presenziava ad un festival della mietitura, acquistò regali e li distribuì ai bambini del luogo. Nel primo compleanno dopo il suo matrimonio a Berlino, quando il re Federico Guglielmo II chiese alla nuora cosa desiderasse in dono, Luisa replicò che voleva un pugno di monete da distribuire tra i berlinesi, in modo che anch'essi condividessero la sua gioia; sorridendo il sovrano le diede un'ingente quantità di denaro affinché adempisse al suo desiderio.

### Regina consorte di Prussia

#### Primi anni
Il 16 novembre 1797, suo marito successe al padre defunto come re Federico Guglielmo III. Luisa scrisse alla nonna: «Ora sono regina, e ciò che mi rallegra di più è la speranza che adesso non avrò più bisogno di controllare così attentamente le mie attività di beneficenza.»
La coppia dovette abbandonare la sua solitudine di Paretz e cominciò a vivere sotto le restrizioni tipiche di una corte reale. I sovrani cominciarono un tour delle province orientali mossi da due scopi: il re desiderava familiarizzarsi con i suoi nuovi sudditi e, sebbene fosse insolito che una regina accompagnasse il re al di là della capitale, Federico Guglielmo voleva far conoscere anche la moglie ai loro sudditi. Luisa venne ovunque ricevuta con festeggiamenti. Per la prima volta nella storia prussiana, la regina emerse in qualità di personaggio pubblico celebrato nel suo proprio ruolo, avendo occupato una posizione molto più prominente delle consorti reali a lei precedenti.

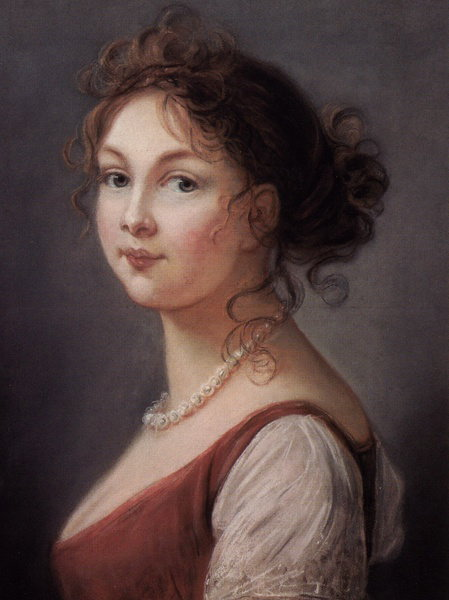
La regina Luisa ritratta da Élisabeth Vigée Le Brun nel 1801.

La presenza di Luisa nel viaggio del marito nelle province orientali costituì una rottura del tradizionale ruolo della consorte - tuttavia, importante fu il fatto che il potere della regina e la duratura eredità scaturita da tale esperienza, non derivassero dalla presenza di una corte e di una politica differenti da quelle del marito, ma piuttosto rappresentassero l'opposto: Luisa subordinò infatti la sua formidabile intelligenza ed abilità ad esclusivo vantaggio del marito. La regina divenne anche un'icona di stile, avviando per esempio una moda con l'indossare un fazzoletto da collo per evitare di ammalarsi.
Dopo l'ascesa al trono del marito, Luisa sviluppò molti legami con i ministri più anziani e divenne una figura potente nel governo assolutistico prussiano, avendo cominciato ad imporre nei suoi confronti un rispetto ed un affetto universali. La regina modificò la sua precedente condotta, stando informata sugli sviluppi politici a corte, e dal suo avvento al trono il nuovo re consultò la moglie sui problemi di stato.
Federico Guglielmo era esitante e cauto, ed odiava la guerra, dichiarando nel 1798: «Aborrisco la guerra e... non conosco niente di più grande sulla terra della preservazione della pace e della tranquillità quale unico sistema adatto alla felicità del genere umano». Proseguendo l'ultima politica estera del padre, Federico Guglielmo favorì la neutralità durante i primi anni del conflitto con la rivoluzionaria Prima Repubblica francese, che si evolse nelle guerre napoleoniche; egli rifiutò le numerose pressioni che premevano affinché la Prussia si schierasse nella guerra della seconda coalizione e Luisa lo appoggiò, nell'avviso che se la Prussia si fosse schierata con la coalizione formata da Austria, Gran Bretagna e Russia, ciò l'avrebbe resa dipendente da questi paesi per ottenere supporto militare.
La regina prevedeva che, poiché la Prussia era la più debole delle grandi potenze, sarebbe di conseguenza stata incapace di assicurarsi benefici aderendo a tale alleanza. L'aggressione francese indusse il re a considerare un eventuale ingresso in guerra, ma la sua indecisione gli impedì di scegliere schierarsi con la Francia o le potenze della Seconda Coalizione. Ascoltò le molte differenti opinioni della consorte e dei ministri, e alla fine fu costretto ad allearsi con Napoleone, che era uscito recentemente vittorioso dalla battaglia di Austerlitz.
Il barone vom Steim, un membro della burocrazia, che aveva aborrito la precedente neutralità del paese, cercò di riformare l'organizzazione del governo, passando da un clientelismo fondato sui favori ad un governo di ministri responsabili. A tal scopo, preparò un documento per il sovrano, sottolinenado con toni decisi la necessità di riforme amministrative, così come l'importanza di stabilire linee di responsabilità più chiare per i ministri; comunque questo lavoro non giunse mai a Federico Guglielmo, in quanto von Stein lo trasmise dapprima al generale Ernst von Rüchel, che a sua volta lo trasmise alla regina nell'estate del 1806. Sebbene Luisa concordasse con i suoi contenuti, ritenne tuttavia che fosse "troppo violento ed appassionato" per il sovrano, e di conseguenza contribuì ad eliminarlo.

#### Guerra contro la Francia
Nonostante le opinioni del re, vi erano membri della sua famiglia, come la regina (un'aperta sostenitrice della guerra) ed il principe Luigi Ferdinando, che si erano posti a capo della fazione militarista del vecchio regime, favorevole alla guerra contro la Francia; il partito contrario alla neutralità ma favorevole alle riforme era invece guidato dal barone von Steim e da Karl August von Hardenberg. Conoscendo il temperamento del sovrano, Hardeberg s'appellò direttamente alla sovrana per ottenere le desiderate riforme: fu un'operazione saggia, dato che Federico Guglielmo equiparava le richieste di rimuovere i suoi consiglieri di fiducia nel Gabinetto come un "ammutinamento" simile alla Fronda.
Sebbene la Prussia non avesse preso parte ad un conflitto dal 1795, i suoi capi militari erano fiduciosi nel fatto di poter sconfiggere le truppe di Napoleone. Dopo un piccolo incidente causato dalla scoperta di un pamphlet anti-francese, re Federico Guglielmo fu infine indotto dalla moglie e dai suoi familiari a rompere la sua difficoltosa pace ed a entrare in guerra contro la Francia. Le truppe prussiane cominciarono a mobilitarsi, scontrandosi con quelle napoleoniche nell'ottobre 1806 nella battaglia di Jena, risoltasi in un disastro per la Prussia, dato che la capacità del suo esercito di continuare la guerra venne letteralmente spazzata via. I sovrani accompagnarono le truppe prussiane a Jena (e durante quest'occasione Luisa si vestì apparentemente «come un'amazzone»), ma furono costretti a fuggire dalle truppe francesi.

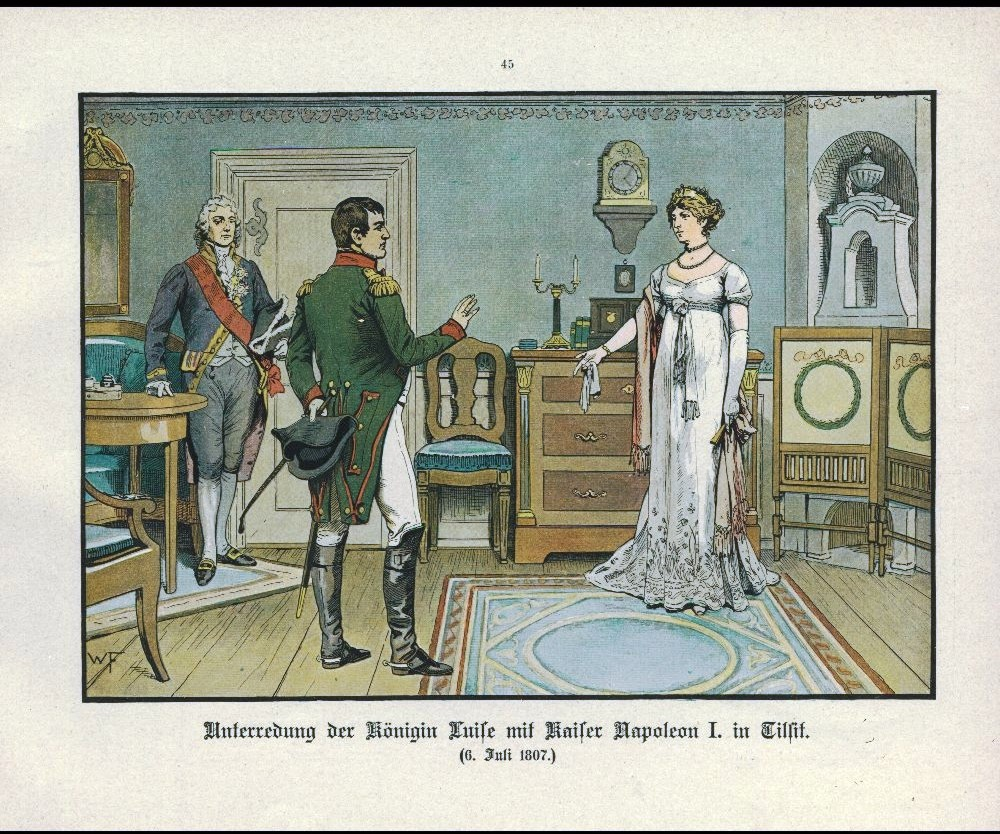
Il colloquio privato fra Napoleone e Luisa a Tilsit.

Lo stesso Napoleone occupò Berlino, inducendo il re, la regina ed il resto della famiglia reale ad abbandonare la capitale, nonostante Luisa fosse malata, per rifugiarsi nel pieno inverno a Königsberg, nell'estrema parte orientale del Regno. Nel corso del viaggio, la comitiva fu priva di cibo e d'acqua potabile, ed il re e la regina furono costretti, secondo un testimone che viaggiò con loro, a dividere lo stesso giaciglio di fortuna in «uno di quei miserabili fienili che chiamano case».
Dopo numerose vicissitudini, Napoleone impose, in posizione di forza, le condizioni di pace di quella che fu chiamata la Pace di Tilsit (1807). Nel mezzo di tali trattative, l'imperatore accettò di mantenere integra la metà del precedente regno di Prussia. Gli uomini erano affiancati dalla regina Luisa; Federico Guglielmo aveva difatti inviato la moglie incinta a mendicare un miglior accordo per la Prussia, avendo la regina consigliato al marito, «Per l'amor di Dio, nessuna pace vergognosa... [La Prussia] non dovrà perlomeno cadere senza onore». Il re riteneva comunque che la presenza della moglie avrebbe reso Napoleone «d'umore più rilassato».
Luisa, pur riluttante, accettò d'incontrare Napoleone a Tilsit, ma soltanto nella speranza di salvare la "sua Prussia". Napoleone aveva cercato in precedenza di distruggere la sua reputazione, mettendo in dubbio la fedeltà coniugale della regina. Costei, ciò nonostante, lo incontrò, tentando di usare la sua bellezza ed il suo fascino per compiacerlo ed indurlo così ad accettare condizioni più miti di pace. In precedenza Luisa si era riferita regolarmente a Napoleone, usando l'epiteto di «il Mostro», ma ciò nonostante chiese un colloquio privato con l'imperatore, durante il quale si gettò ai suoi piedi. Sebben impressionato dalla sua grazia e determinazione, Napoleone rifiutò di fare qualsivoglia concessione. Scrivendo a sua moglie, l'imperatrice Giuseppina, Napoleone definì Luisa «davvero affascinante e piena di civetteria nei miei riguardi. Ma non essere gelosa... mi sarebbe costato troppo caro essere galante».
Comunque i tentativi di Napoleone di distruggere la reputazione di Luisa fallirono, ed anzi sortirono l'effetto di renderla più amata in Prussia. Gli sforzi da lei compiuti per proteggere il suo paese adottivo dalle aggressioni francesi furono molto ammirati dalle generazioni successive.

#### Ultimi anni

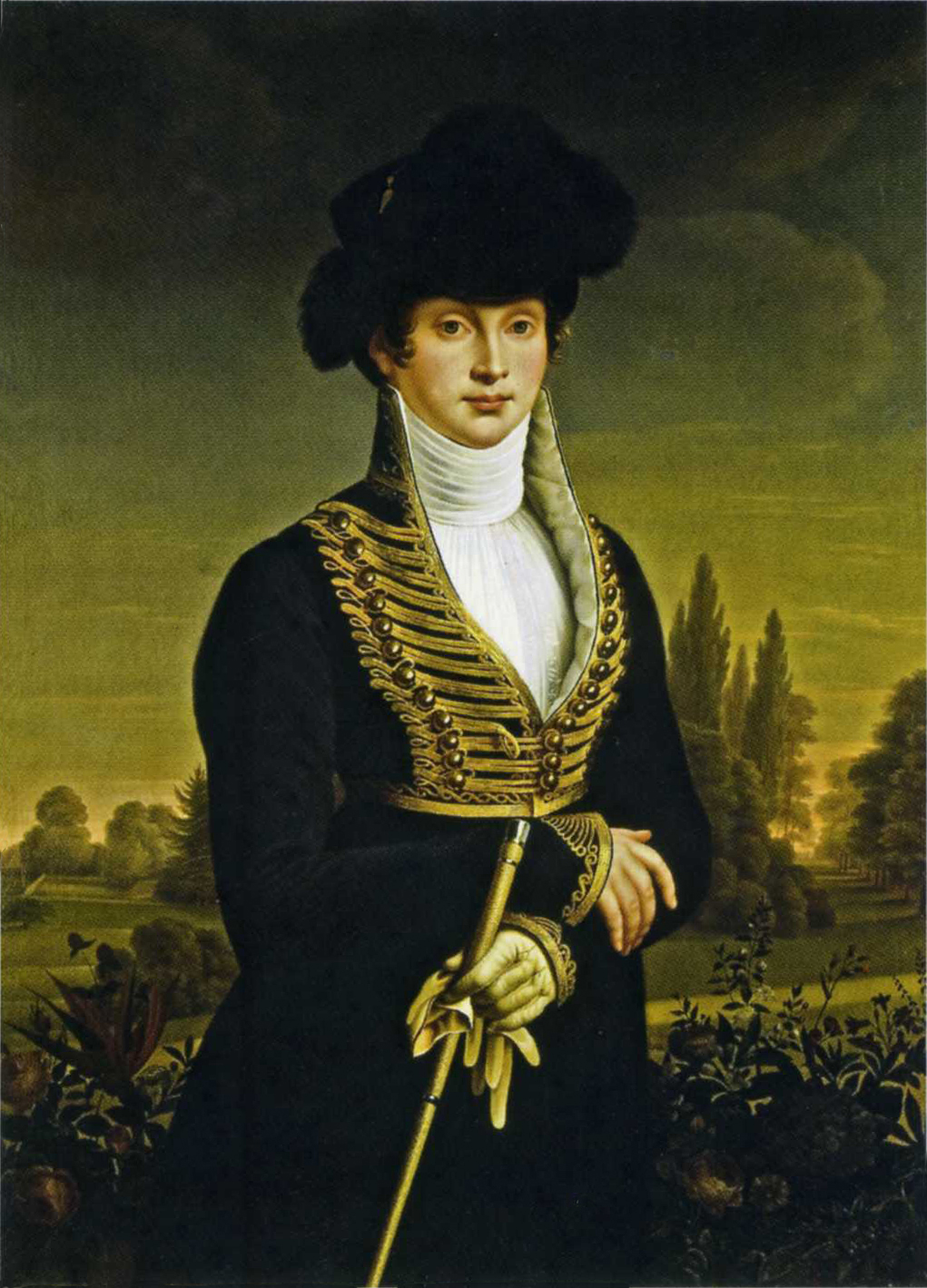
La regina Luisa ritratta nel 1809.

Alla Prussia furono imposte dure condizioni, come un'enorme indennità di diversi milioni di franchi.
Essendo percepito come un affronto alla precedente grandezza ed orgoglio della Prussia, l'occupazione francese del paese produsse un particolare effetto devastante su Luisa, che la percepì come un insulto personale - lo stesso Napoleone la definiva impietosamente «il solo vero uomo in Prussia».
La sovrana ammise che il suo paese adottivo dipendeva da lei per la sua forza morale, e di conseguenza riacquistò il suo antico ottimismo, dedicandosi spesso a preparare il suo primogenito al suo futuro ruolo di sovrano. Negli anni successivi, Luisa appoggò gli sforzi riformatori del governo portati avanti da vom Stein e da Hardenberg, così come quelli compiuti da Gerhard von Scharnhorst e da August Neidhardt von Gneisenau, volti a riorganizzare l'esercito. Dopo il disastro di Tilsit, la sovrana giocò un ruolo decisivo nella riassunzione di Steim (precedentemente licenziato dal re), dicendo al marito «[Steim] è la mia ultima speranza. Un gran cuore, una mente lucida, forse egli conosce i rimedi che sono a noi ignoti».
Dal 1808 non era ritenuto sicuro tornare a Berlino, cosicché la famiglia reale trascorse l'estate a Königsberg, Luisa credeva che la dura prova imposta ai suoi giovani figli sarebbe stata loro salutare: «Se fossero stati allevati nel lusso e nella prosperità avrebbero potuto pensare che così dev'essere sempre». Nell'inverno del 1808, lo zar Alessandro I invitò il re e la regina a San Pietroburgo, dove Luisa venne alloggiata in stanze sontuosamente decorate; «Nulla mi stupisce più» esclamò al suo ritorno in Germania.

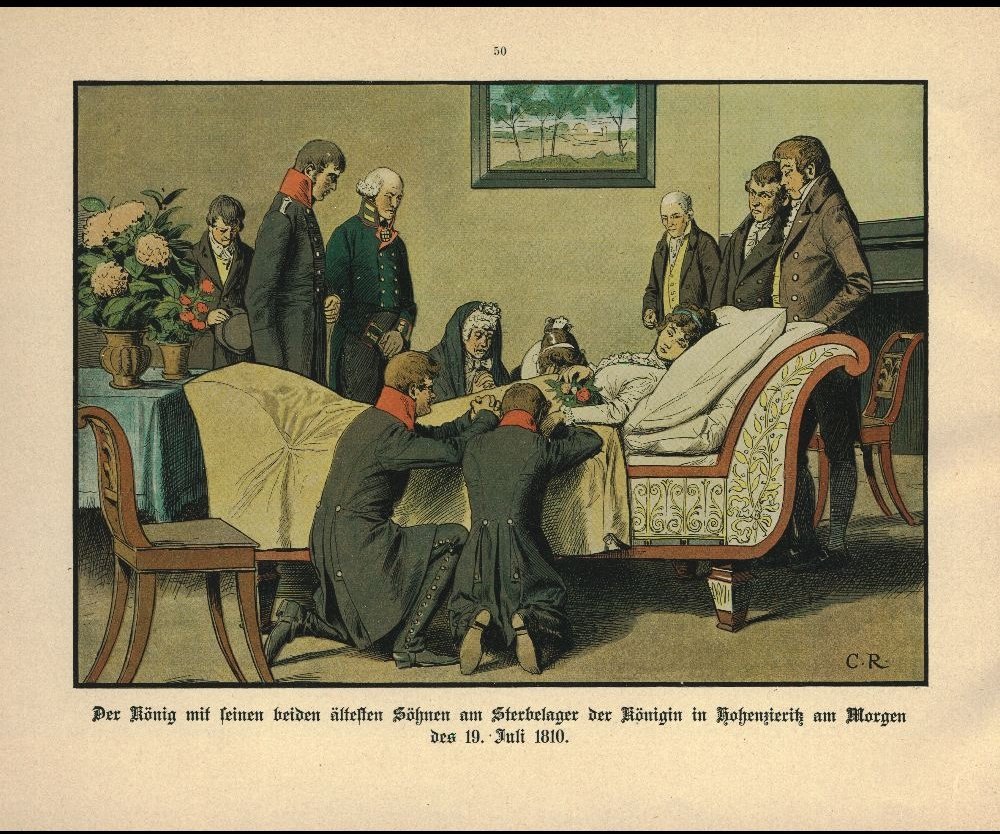
La morte della regina Luisa.

Riguardo alla sua figlia più giovane, la principessa Luisa, la regina scrisse al padre: «Volentieri... le calamità che ci sono accadute non hanno prodotto alterazioni nella nostra vita matrimoniale e familiare, piuttosto le hanno rafforzate, e le hanno reso anche più preziose». Luisa fu malata durante molti di quegli anni, ma ritornò con il marito a Berlino, dopo un'assenza di tre anni dalla capitale. Arrivò in città con una carrozza accompagnata dalle due figlie Carlotta ed Alessandrina ed il figlio minore Carlo, venendo accolta da suo padre nel castello di Charlottenburg - la residenza comunque era stata saccheggiata, dato che Napoleone ed i suoi comandanti avevano spogliato le sue stanze, portando via dipinti, statue, manoscritti ed antichità.
Facendo ritorno in una Prussia così diversa da quella che aveva dovuto abbandonare, un pastore osservò che «la nostra cara regina è lontana dalla gioia, ma la sua serietà le dona una quieta serenità... i suoi occhi hanno perduto il loro antico scintillio, ed uno vede che hanno pianto molto, e piangono ancora».
Il 19 luglio 1810, mentre era in visita al padre a Strelitz, Luisa morì nelle braccia del genitore a causa di una malattia non identificata. I sudditi di Luisa attribuirono all'occupazione francese la responsabilità di aver cagionato la morte precoce della loro regina. «La nostra santa è in paradiso!» esclamò il generale prussiano Gebhard Leberecht von Blücher.
La prematura morte di Luisa lasciò il marito da solo durante un periodo di grandi difficoltà, dato che la Guerre napoleoniche, così come il bisogno di riforme, perduravano. Napoleone, si disse, sottolineò che il re «aveva perso il suo miglior ministro».
Luisa venne sepolta nel giardino del Castello di Charlottenburg, dove venne costruito un mausoleo sulla sua tomba, contenente una bella statua giacente di Christian Daniel Rauch. Federico Guglielmo non si risposò sino al 1824, quando contrasse un matrimonio morganatico con la sua amante Auguste von Harrach, spiegando che «la compagnia e la simpatia femminile mi sono divenute necessarie, quindi necessito di risposarmi». Dopo la sua morte, il 7 giugno 1840, fu sepolto al fianco di Luisa.

## Eredità

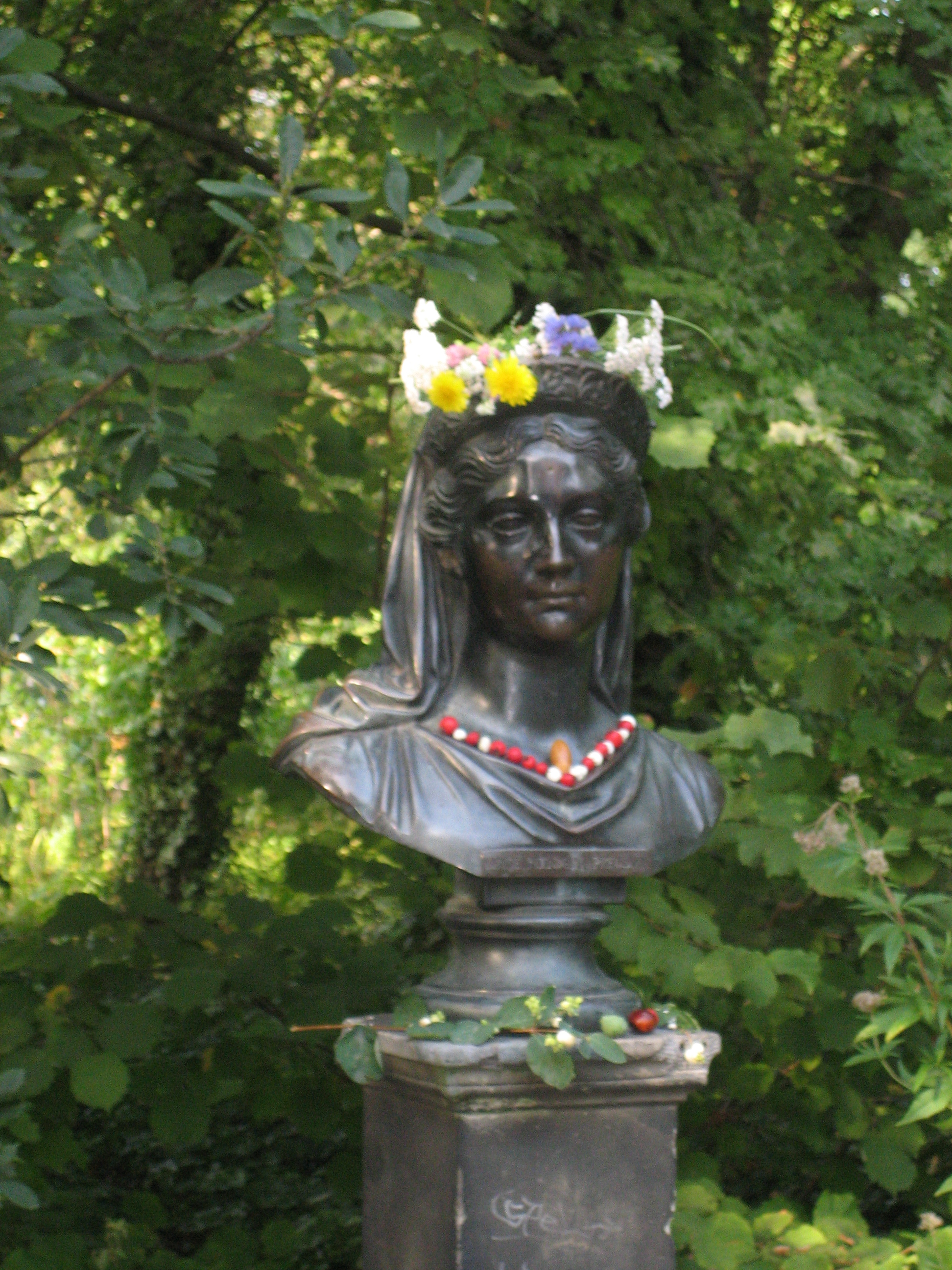
Statua di Luisa di Prussia nel parco di Charlottenburg a Berlino.

Luisa fu venerata dai propri sudditi quale "anima della virtù nazionale", ed alcuni storici sono persino giunti a scrivere che ella fosse "il nazionalismo prussiano personificato". Secondo Christopher Clark Luisa fu "una celebrità femminile, che agli occhi dell'opinione pubblica combinava virtù, modestia e grazia sovrana con gentilezza e sex appeal, e la cui morte precoce nel 1810 all'età di soli trentaquattro anni preservò la sua giovinezza nella memoria della posterità". La sua reputazione di amorevole e leale sostenitrice del marito fu cruciale per la sua perdurante immagine; il culto che infine circondò la figura di Luisa finì per essere associato agli attributi femminili "ideali": bellezza, natura dolce, affetto materno, e virtù coniugale.
Durante l'anniversario della sua nascita, nel 1814, il vedovo Re Federico istituì l'Ordine di Luisa (LuisenOrder), quale decorazione complementare alla Croce di Ferro. Suo scopo era quello d'insignire le donne che avessero fornito un rilevante contributo allo sforzo bellico contro Napoleone, sebbene l'onorificenza fosse in seguito data a membri della Casa Hohenzollern non collegati a Napoleone, quale l'Imperatrice Vittoria e la Regina Sofia di Grecia. Nel 1880 una statua della Regina Luisa venne eretta nel Tiergarten a Berlino.
Luisa ispirò inoltre la costituzione di un'organizzazione di donne conservatrici nota come Königin-Luise-Bund, spesso abbreviata in Luisenbund (Lega della Regina Luisa), in cui la sua persona assurse al rango di un vero e proprio oggetto di culto. Scopo principale del gruppo era la promozione di sentimenti patriottici nelle donne tedesche, finendo oltre tutto per enfatizzare la famiglia e la morale tedesche. La lega fu attiva anche durante gli anni della Repubblica di Weimar e nei primi anni del Terzo Reich.
Tuttavia, nonostante avesse attivamente supportato il movimento nazionalsocialista sin dalle sue prime fasi e per tutta la sua ascesa, culminata con la conquista del potere nel 1933, la Lega della Regina Luisa fu sciolta dai Nazisti nel 1934, essendo considerata un'organizzazione ostile al nuovo regime. Significativamente, Luisa e Maria Teresa d'Austria furono le due sole figure storiche femminili utilizzate dalla propaganda nazista. Il regime hitleriano percepì infatti la figura di Luisa come la "personificazione delle virtù muliebri", che esso stava tentando d'integrare nei programmi scolastici tedeschi.
Mentre la resistenza della Regina ed il suo disprezzo per i francesi avevano, per i nazisti, contribuito a mantenere in vita lo spirito prussiano, Federico Guglielmo venne invece da loro ritenuto un sovrano "pateticamente imbarazzante", che avrebbe preferito vivere in pace piuttosto che vendicarsi da sé di Napoleone.

## Discendenza

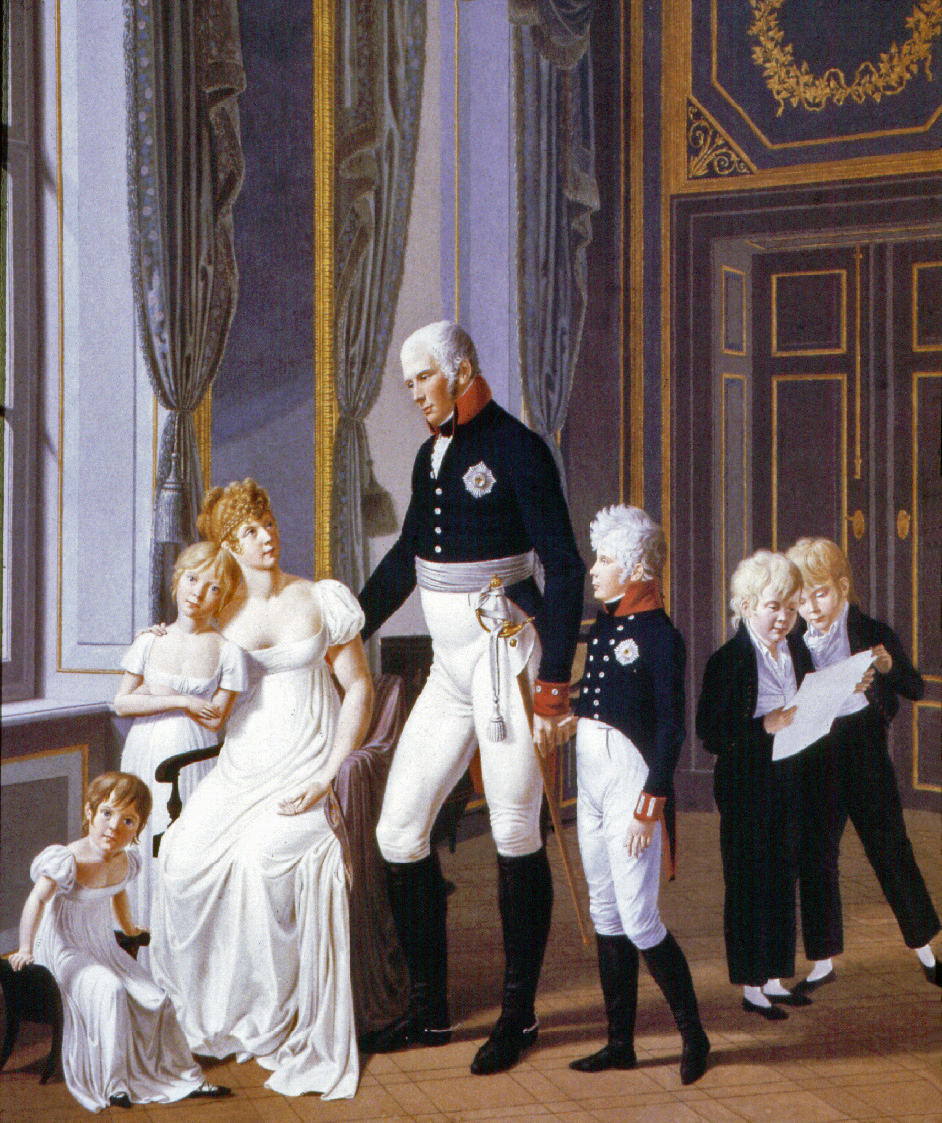
Luisa con il marito e i figli nel 1806.

Dal matrimonio con Federico Guglielmo III di Prussia nacquero i seguenti figli:
| Nome               | Nascita | Morte | Note |
| ------------------ | ------- | ----- | --- |
| Federico Guglielmo | 1795    | 1861  | Re di Prussia, sposò nel 1823 la principessa Elisabetta Ludovica di Baviera.                                                                                   |
| Guglielmo          | 1797    | 1888  | Imperatore di Germania con il nome di Guglielmo I, sposò nel 1829 la principessa Augusta di Sassonia-Weimar-Eisenach.                                          |
| Carlotta           | 1798    | 1860  | Sposò nel 1817 lo zar Nicola I di Russia. |
| Carlo              | 1801    | 1883  | Sposò nel 1827 la principessa Maria di Sassonia-Weimar-Eisenach.                                                                                               |
| Alessandrina       | 1803    | 1892  | Sposò il granduca Paolo Federico di Meclemburgo-Schwerin. |
| Luisa              | 1808    | 1870  | Sposò il principe Guglielmo Federico Carlo di Orange-Nassau.                                                                                                   |
| Alberto            | 1809    | 1872  | Sposò in prime nozze la principessa Marianna d'Orange-Nassau (1810-1883) e in seconde nozze Rosalia di Rauch, successivamente contessa di Hohenau (1820-1879). |

## Ascendenza
|                                                                 |                                         |                                                                             | Genitori                                                   |  |  | Nonni |  |  | Bisnonni                                         |  |  | Trisnonni                                       |  |
|                                                                 |                                         |                                                                             |                                                            |  |  |       |  |  | Adolfo Federico II, Duca di Meclemburgo-Strelitz |  |  | Adolfo Federico I, Duca di Meclemburgo-Schwerin |  |
|                                                                 |                                         |                                                                             |                                                            |  |  |       |  |  | Adolfo Federico II, Duca di Meclemburgo-Strelitz |  |  | Adolfo Federico I, Duca di Meclemburgo-Schwerin |  |
|                                                                 |                                         | Duchessa Maria Caterina di Brunswick-Dannenberg                             |                                                            |  |  |       |  |  | Adolfo Federico II, Duca di Meclemburgo-Strelitz |  |  |                                                 |  |
| Duca Carlo Luigi Federico di Meclemburgo, Principe di Mirow     |                                         |                                                                             |                                                            |  |  |       |  |  | Adolfo Federico II, Duca di Meclemburgo-Strelitz |  |  |                                                 |  |
|                                                                 |                                         | Principessa Cristiana Emilia di Schwarzburg-Sondershausen                   | Cristiano Guglielmo, Principe di Schwarzburg-Sondershausen |  |  |       |  |  |                                                  |  |  |                                                 |  |
|                                                                 |                                         | Principessa Cristiana Emilia di Schwarzburg-Sondershausen                   | Cristiano Guglielmo, Principe di Schwarzburg-Sondershausen |  |  |       |  |  |                                                  |  |  |                                                 |  |
|                                                                 |                                         | Principessa Cristiana Emilia di Schwarzburg-Sondershausen                   | Contessa Antonia Sibilla di Barby-Mühlingen                |  |  |       |  |  |                                                  |  |  |                                                 |  |
| Carlo II, Duca di Meclemburgo-Strelitz                          |                                         | Principessa Cristiana Emilia di Schwarzburg-Sondershausen                   |                                                            |  |  |       |  |  |                                                  |  |  |                                                 |  |
|                                                                 |                                         | Ernesto Federico I, Duca di Sassonia-Hildburghausen                         | Ernesto, Duca di Sassonia-Hildburghausen                   |  |  |       |  |  |                                                  |  |  |                                                 |  |
|                                                                 |                                         | Ernesto Federico I, Duca di Sassonia-Hildburghausen                         | Ernesto, Duca di Sassonia-Hildburghausen                   |  |  |       |  |  |                                                  |  |  |                                                 |  |
|                                                                 |                                         | Ernesto Federico I, Duca di Sassonia-Hildburghausen                         | Contessa Sofia Enrichetta di Waldeck                       |  |  |       |  |  |                                                  |  |  |                                                 |  |
| Principessa Elisabetta Albertina di Sassonia-Hildburghausen     |                                         | Ernesto Federico I, Duca di Sassonia-Hildburghausen                         |                                                            |  |  |       |  |  |                                                  |  |  |                                                 |  |
|                                                                 |                                         | Contessa Sofia Albertina di Erbach-Erbach                                   | Giorgio Luigi I, Conte di Erbach-Erbach                    |  |  |       |  |  |                                                  |  |  |                                                 |  |
|                                                                 |                                         | Contessa Sofia Albertina di Erbach-Erbach                                   | Giorgio Luigi I, Conte di Erbach-Erbach                    |  |  |       |  |  |                                                  |  |  |                                                 |  |
|                                                                 |                                         | Contessa Sofia Albertina di Erbach-Erbach                                   | Contessa Amalia Caterina di Waldeck                        |  |  |       |  |  |                                                  |  |  |                                                 |  |
| Duchessa Luisa di Meclemburgo-Strelitz                          |                                         | Contessa Sofia Albertina di Erbach-Erbach                                   |                                                            |  |  |       |  |  |                                                  |  |  |                                                 |  |
|                                                                 | Luigi VIII, Langravio d'Assia-Darmstadt | Ernesto Luigi, Langravio d'Assia-Darmstadt                                  |                                                            |  |  |       |  |  |                                                  |  |  |                                                 |  |
|                                                                 | Luigi VIII, Langravio d'Assia-Darmstadt | Ernesto Luigi, Langravio d'Assia-Darmstadt                                  |                                                            |  |  |       |  |  |                                                  |  |  |                                                 |  |
|                                                                 | Luigi VIII, Langravio d'Assia-Darmstadt | Margravia Dorotea Carlotta di Brandeburgo-Ansbach                           |                                                            |  |  |       |  |  |                                                  |  |  |                                                 |  |
| Langravio Principe Giorgio Guglielmo d'Assia-Darmstadt          | Luigi VIII, Langravio d'Assia-Darmstadt |                                                                             |                                                            |  |  |       |  |  |                                                  |  |  |                                                 |  |
|                                                                 |                                         | Contessa Carlotta di Hanau-Lichtenberg                                      | Giovanni Reinardo III, Conte di Hanau-Lichtenberg          |  |  |       |  |  |                                                  |  |  |                                                 |  |
|                                                                 |                                         | Contessa Carlotta di Hanau-Lichtenberg                                      | Giovanni Reinardo III, Conte di Hanau-Lichtenberg          |  |  |       |  |  |                                                  |  |  |                                                 |  |
|                                                                 |                                         | Contessa Carlotta di Hanau-Lichtenberg                                      | Margravia Dorotea Federica di Brandeburgo-Ansbach          |  |  |       |  |  |                                                  |  |  |                                                 |  |
| Principessa Federica d'Assia-Darmstadt                          |                                         | Contessa Carlotta di Hanau-Lichtenberg                                      |                                                            |  |  |       |  |  |                                                  |  |  |                                                 |  |
|                                                                 |                                         | Conte Cristiano Carlo Reinardo di Leiningen-Dachsburg-Falkenburg-Heidesheim | Giovanni, Conte di Leiningen-Dagsburg-Falkenburg           |  |  |       |  |  |                                                  |  |  |                                                 |  |
|                                                                 |                                         | Conte Cristiano Carlo Reinardo di Leiningen-Dachsburg-Falkenburg-Heidesheim | Giovanni, Conte di Leiningen-Dagsburg-Falkenburg           |  |  |       |  |  |                                                  |  |  |                                                 |  |
|                                                                 |                                         | Conte Cristiano Carlo Reinardo di Leiningen-Dachsburg-Falkenburg-Heidesheim | Contessa Giovanna Maddalena di Hanau-Lichtenberg           |  |  |       |  |  |                                                  |  |  |                                                 |  |
| Contessa Maria Luisa Albertina di Leiningen-Dagsburg-Falkenburg |                                         | Conte Cristiano Carlo Reinardo di Leiningen-Dachsburg-Falkenburg-Heidesheim |                                                            |  |  |       |  |  |                                                  |  |  |                                                 |  |
|                                                                 |                                         | Contessa Caterina Polissena di Solms-Rödelheim e Assenheim                  | Conte Ludovico di Solms-Rödelheim                          |  |  |       |  |  |                                                  |  |  |                                                 |  |
|                                                                 |                                         | Contessa Caterina Polissena di Solms-Rödelheim e Assenheim                  | Conte Ludovico di Solms-Rödelheim                          |  |  |       |  |  |                                                  |  |  |                                                 |  |
|                                                                 |                                         | Contessa Caterina Polissena di Solms-Rödelheim e Assenheim                  | Contessa Carlotta Sibilla di Ahlefeld                      |  |  |       |  |  |                                                  |  |  |                                                 |  |
|                                                                 |                                         | Contessa Caterina Polissena di Solms-Rödelheim e Assenheim                  |                                                            |  |  |       |  |  |                                                  |  |  |                                                 |  |